# 中田華寿子
中田 華寿子（なかだ かずこ、1965年1月15日 - ）は、日本の実業家。ライフネット生命保険CCOを経て、アクチュアリ代表取締役、マネースクエア取締役、アドバンスクリエイト取締役、フォーラムエンジニアリング取締役、ispace取締役、構想日本理事。

## 人物・経歴
東京都生まれ。中学校・高等学校時代をアメリカ合衆国で過ごし、1987年上智大学文学部社会学科卒業、電通ヤング・アンド・ルビカム入社。外国人局長の秘書に配属された。その後、5年弱で退社し、専業主婦となる。
1997年スターバックスコーヒージャパンに入社し、マーケティング部門の立ち上げにあたった。スターバックスコーヒージャパン執行役員を経て退社。
2005年GABA入社。同社常務執行役員を経て、2008年ライフネット生命保険マーケティング部長。2011年ライフネット生命保険常務取締役兼チーフコミュニケーションオフィサー。
2016年グロービス・キャピタル・パートナーズPRアドバイザー。2017年三菱UFJフィナンシャル・グループMUFG Digitalアクセラレータプログラムアドバイザー、構想日本理事。
2019年マネースクエア取締役、アドバンスクリエイト取締役。2020年アクチュアリ設立、同社代表取締役。2021年フォーラムエンジニアリング取締役、ispace監査役、長岡京市（仮称）自治振興条例検討委員会委員。2022年ispace取締役。2023年内閣府消費者委員会委員、エニトグループ取締役。

## 著書
- 『10万人に愛されるブランドを作る! : 知名度なし予算なし大手競合ありから』東洋経済新報社 2012年